# RueiBin Chen
RueiBin Chen est un pianiste taïwanais réputé pour ses arrangements de symphonies célèbres au piano.